# Susanna de la Croix
Susanna van Os-de la Croix (Amsterdam, 31 december 1755 – begraven 's-Gravenhage, 13 april 1789) was een Nederlands schilder en tekenaar.

## Leven en werk
De la Croix werd 3 januari 1756 gedoopt in de Oude Waalse Kerk in Amsterdam als Susanne, dochter van de uit Frankrijk afkomstige schilder Pierre Frédéric de la Croix en Marie Regnier. Het gezin woonde afwisselend in Amsterdam en Den Haag. Ze trouwde in 1775 in Den Haag met de schilder en dichter Jan van Os (1744-1808). Uit dit huwelijk werden zeven kinderen geboren, onder wie Pieter Gerardus (1776-1839), Maria Margaretha (1780-1862) en Georgius Jacobus Johannes van Os (1782-1861), die alle drie gingen schilderen.
De la Croix werd vermoedelijk opgeleid door haar vader. Ze maakte "o.a. uitmuntende portretten met zwart krijt". Scheen stelt dat ze doofstom was. Het is bekend dat haar vader doofstom was, dat zij dat ook zou zijn is waarschijnlijk een vergissing naar aanleiding van een vermelding bij Van Eynden en Van der Willigen. In hun Geschiedenis der Vaderlandsche Schilderkunst schrijven zij: "Susanna de la Croix, [die] eene dochter was, des Schilders van dien naam, welke zich, door het vervaardigen van een aantal crayon-Portretten, heeft bekend gemaakt, en die doof en stom was". De tekst werd later aangehaald door Kramm, die op zijn beurt de bron werd voor Scheens vermelding. Een portret van een oude vrouw in de collectie van het Rijksmuseum Amsterdam wordt wel aan Susanna de la Croix toegewezen, het is echter een aantal jaren na haar overlijden gedateerd.
De la Croix is op 33-jarige leeftijd overleden aan de pokken, ze werd begraven in de Nieuwe Kerk in Den Haag.